# Hiério de Atenas
Hiério (em grego:  Ἱέριος) foi um filósofo neoplatónico de meados do século V. Era nativo de Atenas e filho do filósofo Plutarco; alguns autores associam este indivíduo com o escolarca Plutarco, enquanto os autores da Prosopografia do Império Romano Tardio consideram improvável e sugerem que seria o sofista Plutarco. Hiério começou seus estudos filosóficos com Proclo e foi mencionado numa anedota de Damáscio. Ele teve um filho chamado Plutarco, que lecionou em Atenas em 473/476.